# Ањес Варда
Ањес Варда (фр. Agnès Varda; Брисел, 30. мај 1928 — Париз, 29. март 2019), право име Арлет Варда, била је француска филмска редитељка, сценаристкиња, фотографкиња и уметница белгијског порекла. Њен пионирски рад био је централни за развој широко утицајног француског филмског покрета новог таласа 1950-их и 1960-их. Њени филмови су се фокусирали на постизање документарног реализма, бављење с женским питањима и других друштвених коментара, са карактеристичним експерименталним стилом.
Вардин рад користио је снимање на локацији у ери када су ограничења звучне технологије чинила лакшим и уобичајенијим снимање у затвореном простору, са изграђеним сетовима и осликаним позадинама пејзажа, а не на отвореном, на локацији. Њено коришћење непрофесионалних глумаца такође је било неконвенционално за француску кинематографију 1950-их. Вардин деби у играном филму био је La Pointe Courte (1955), затим Клео од 5 до 7 (1962), један од њених најбољих наративних филмова, Без крова и закона (1985) и Kung Fu Master (1988). Варда је била позната и по њеним документарним филмовима попут Црни пантери (1968), Сакупљачи и сакупљачица (2000), Ањесине плаже (2008), Лица, места (2017) и њен последњи филм Варда од Ањес (2019).
Режисер Мартин Скорсезе описао је Варду као „једног од богова кинематографије“. Између неколико других признања, Варда је добила почасну Златну палму на Филмском фестивалу у Кану, Златног лава на Венецијанском филмском фестивалу, почасну награду Академије и номинована је за Оскара за најбољи документарни играни филм. Била је прва режисерка која је награђена почасним Оскаром.

## Биографија

### Младост
Варда је рођена као Арлет Варда 30. маја 1928. у Икселу, Брисел, Белгија, од оца грчког порекла, Ежена Варде и мајке Францускиње, Кристијен Паске. Њена мајка је била из Сета у Француској, а отац је био члан породице грчких избеглица из Мале Азије. Била је треће од петоро деце. Варда је легално променила своје име у Ањес са 18 година. Одрасла је у Икселу, у улици Аурора, са четворо браће и сестара (Лусијен и Елен су били старији од ње, а Жан и Силви млађи). Услед Другог светског рата, њена породица избегла је из Белгије 10. маја 1940. у француски град Сет, где је провела своју адолесценцију на броду усидреном у луци.
У аутобиографском филму Ањесине плаже, она такође тврди да је добила име Арлет у част града Арла, где је зачета. Службено је променила име у Ањес у својој 18. години, у знак поштовања према грчком пореклу њеног оца. 1947. године, са 19 година, побегла је на три месеца због жеље за самосталношћу. Припремајући свој бег опсежно и педантно, она тврди да је побегла возом до Марсеја, затим чамцем до Корзике и да је радила на рибарским чамцима.

### Студије
Варда је похађала Lycée et collège Victor-Duruy, а дипломирала је књижевност и психологију на Сорбони. Она је описала своје пресељење у Париз као „заиста мучно” које јој је дало „страшно сећање на мој долазак у овај сиви, нехумани, тужни град”. Није се слагала са својим колегама студентима и описала је часове на Сорбони као „глупе, застареле, апстрактне, [и] скандалозно неприкладне за узвишене потребе које човек има у тим годинама.“

## Фотографска каријера
Варда је намеравала да постане кустос, и студирала је историју уметности на École du Louvre, али је уместо тога одлучила да студира фотографију у школи фотографије Vaugirard. Каријеру је започела као фотограф пре него што је постала један од главних гласова кинематографије француског новог таласа. Одржавала је течну међусобну везу између фотографских и филмских облика: „Снимам фотографије или снимам филмове. Или стављам филмове на фотографије, или фотографије у филмове.“
Варда је причала о својим почецима са медијумом фотографије: „Одмах сам почела да зарађујем за живот од фотографије, снимајући тривијалне фотографије породица и венчања да бих зарадила новац. Али одмах сам пожелела да правим оно што сам звала 'композиције.' И управо са њима сам имала утисак да радим нешто где постављам питања о композицији, форми и значењу.“
Године 1951. њен пријатељ Жан Вилар отворио је Théâtre National Populaire и ангажовао Варду као његовог званичног фотографа. Пре него што је прихватила своју позицију тамо, радила је као сценски фотограф на Позоришном фестивалу у Авињону. Радила је у Théâtre National Populaire десет година од 1951. до 1961. године, током којих је њена репутација расла и на крају је добила послове фото-новинара широм Европе.
Вардина фотографија понекад је инспирисала њене наредне филмове. Она је испричала:
| „ | Када сам снимила свој први филм, La Pointe Courte — без искуства, а да нисам раније била асистент, нисам ишла у филмску школу — фотографисала сам све што сам желела да снимим, фотографије које су скоро узори за снимке. И почела сам да правим филмове са јединим искуством у фотографији, то јест, где да поставим камеру, на којој удаљености, са којим објективом и којим светлима? | ” |

Касније се присетила још једног примера:
| „ | Снимила сам филм 1982. под називом Улиз, који је заснован на другој фотографији коју сам снимила 1954. године, а Улиз сам започела речима: 'Некад сам видела слику наопачке.' На тлу је слика козе, као пало сазвежђе, и то је порекло фотографије. Са тим камерама, кадрирали бисте слику наопачке, тако да сам видела Брасаја кроз камеру са његовом главом на дну слике. | ” |

Године 2010. Варда се придружила галерији Nathalie Obadia.

## Филмска каријера
Почетак Вардине филмске каријере датира пре почетка француског новог таласа, али садржи много елемената специфичних за тај покрет. Док је радила као фотограф, Варда се заинтересовала за снимање филма, иако је изјавила да је знала мало о медију и до своје двадесет пете године је видела само двадесетак филмова. Касније је рекла да је написала свој први сценарио „баш онако како човек пише своју прву књигу. Када сам завршила са писањем, помислила сам у себи: ’Хтела бих да снимим тај сценарио‘, и тако неки пријатељи и ја основали смо задругу да би је направили“.
Она је сматрала да је процес снимања филма тежак јер није дозвољавао исту слободу као писање романа; међутим, рекла је да је њен приступ био инстинктиван и женствен. У интервјуу за The Believer, Варда је изјавила да жели да снима филмове који се односе на њено време (у односу на La Pointe Courte), а не да се фокусира на традиције или класичне стандарде.

### La Pointe Courte(1954)
Варда је волела фотографију, али је била заинтересована за филм. Након што је провела неколико дана снимајући мали француски рибарски град Поант Курт за смртно болесног пријатеља који више није могао сам да га посећује, Варда је одлучила да сними сопствени дугометражни филм. Тако је 1954. године изашао први Вардин филм, Поант Курт, о несрећном пару који ради на својој вези у малом рибарском граду. Филм је стилски претеча француског новог таласа. У то време, Варда је била под утицајем филозофије Гастона Башелара, под којим је некада студирала на Сорбони. „Нарочито ју је занимала његова теорија 'l'imagination des matières', у којој је утврђено да одређене особине личности одговарају конкретним елементима у некој врсти психоанализе материјалног света. Ова идеја долази до изражаја у филму Поант Курт док се личне особине ликова сукобљавају, приказане кроз опозицију предмета као што су дрво и челик. Да би унапредила своје интересовање за апстракцију ликова, Варда је користила два професионална глумца, Силвију Монфор и Филипа Ноареа, у комбинацији са становницима града, да пружи реалистичан елемент који се уклапа у документарну естетику инспирисану неореализмом. Варда је наставила да користи ову комбинацију фиктивних и документарних елемената у својим филмовима.
Филм је монтирао Вардин пријатељ и колега филмски стваралац са „Леве обале“ Ален Рене, који није био вољан да ради на њему јер је био „филм који је сам желео да сними“ и његова структура је била веома слична његовој сопственој Хирошима, љубави моја. (1959). Док је монтирао филм у Вардином стану, Рене ју је стално нервирао упоређујући филм са делима Лукина Висконтија, Микеланђела Антонионија и других која јој нису била позната „све док се нисам толико заситила да сам отишла у кинотеку да пронађем о чему је говорио“. Рене и Варда су остали доживотни пријатељи, иако је Рене рекао да немају ништа заједничко „осим мачака.“ Филм је одмах похвалио Cahiers du Cinéma. Андре Базин је рекао: „Постоји потпуна слобода у стилу који производи утисак, таква реткост у биоскопу, да се налазимо у присуству дела које се повинује само сновима и жељама свог аутора без икаквих других спољних обавеза.“ Франсоа Трифо га је назвао „експерименталним делом, амбициозним, поштеним и интелигентним делом." Варда је рекла да је филм "ударио као топовско ђуле јер сам била млада жена, пошто сте пре тога, да бисте постали редитељ, морали да проведете године као асистент." Филм је доживео финансијски неуспех, а Варда је снимала само кратке филмове наредних седам година.
Варда се сматра баком и мајком француског новог таласа. Поант Курт се незванично, али широко сматра првим филмом покрета. Био је то први од многих који се усредсредио на проблеме са којима се обични људи суочавају. Касно у животу, рекла је да је не занимају животи људи на власти, већ да је „много више заинтересована за побуњенике, људе који се боре за сопствени живот“.

### Клео од 5 до 7(1961)
Након La Pointe Courte, Варда је снимила неколико кратких документарних филмова; два је наручила француска туристичка канцеларија. Ово укључује један од Вардиних омиљених њених дела, Дневник трудне жене, филм о уличној пијаци Ру Моуфетар који је освојио награду на Фестивалу експерименталног филма у Бриселу 1958. године.
Клео од 5 до 7 прати поп певачицу кроз два изванредна сата у којима чека резултате недавне биопсије. Говори се о жени која се помирила са својом смртношћу, што је уобичајен тропе за Варду. На дубљем нивоу, Клео од 5 до 7 се суочава са традиционално објективизованом женом дајући Клео сопствену визију. Она се не може конструисати кроз поглед других, што је често представљено кроз мотив одраза у огледалу. Стилски, Клео од 5 до 7 меша документарац и фикцију, као и La Pointe Courte. Филм представља дијегетску акцију за коју се каже да се дешава између 17 и 19 часова, иако траје 89 минута.

### Ciné-Tamaris (1977)
Године 1977. Варда је основала сопствену продукцијску кућу, Ciné-Tamaris, како би имала већу контролу над снимањем и монтажом. Године 2013. Музеј уметности округа Лос Анђелес одржао је Вардину прву америчку изложбу, Agnès Varda in Californialand. Садржала је скулптуралну инсталацију, неколико фотографија и кратких филмова, а инспирисана је временом које је провела у Лос Анђелесу 1960-их.

### Без крова и закона(1985)
Године 1985. Варда је снимила Без крова и закона („без крова ни закона“; познат у већини земаља енглеског говорног подручја као Вагабонд), драму о смрти младе луталице по имену Мона. Смрт истражује невидљиви и нечувени анкетар који се фокусира на људе који су је последњи видели. Вагабонд је испричан кроз нелинеарне технике, при чему је филм подељен на 47 епизода, а свака епизода о Мони је испричана из перспективе друге особе. Вагабонд се сматра једним од Вардиних највећих феминистичких дела због тога како се филм бави дефетишизацијом женског тела из мушке перспективе.

### Жако из Нанта(1991)
1991. године, убрзо након смрти њеног супруга Жака Демија, Варда је снимила филм Жако из Нанта, који говори о његовом животу и смрти. Филм је у почетку структуриран као рекреација његовог раног живота, опседнутост различитим занатима који се користе за снимање филмова као што су анимација и сценографија. Али онда Варда даје елементе документарног филма уметањем клипова из Демијевих филмова, као и снимака његовог умирања. Филм се наставља Вардином заједничком темом прихватања смрти, али се у суштини сматра да Вардина даје почасти њеном покојном мужу и њиховом раду.

### Скупљачи и скупљачица(2000)
Скупљачи и скупљачица, документарац, фокусира се на Вардине интеракције са сакупљачима (жетеоцима) који живе на француском селу, а укључује и субјекте који стварају уметност помоћу рециклираног материјала, као и интервју са психоаналитичаром Жаном Лапланшом. Филм је познат по својој фрагментираној природи слободне форме, уз то што је Варда први пут користила дигиталне фотоапарате. Овај стил филмског стваралаштва се често тумачи као изјава да се велике ствари попут уметности и даље могу стварати кроз комаде, али модерне економије подстичу људе да користе само најбољи производ.

### Лица, места(2017)
Године 2017. Варда је ко-режирала Лица, места са уметником Џеј Аром. Филм је приказан ван конкуренције на Филмском фестивалу у Кану 2017. године где је освојио награду L'Œil d'or. Филм прати Варду и Џеј Ара који путују по руралној Француској, стварајући портрете људи на које наилазе. Варда је била номинована за Оскара за најбољи документарни играни филм за овај филм, што је чини најстаријом особом која је номинована за конкурентног Оскара. Иако је номинација била њена прва, Варда то није сматрала важном, рекавши: „Нема ничега што ме чини поносном, али срећном. Срећном јер радимо филмове да бисмо волели. Ми снимамо филмове да бисте ви волели филм.“

## Приватни живот и смрт
Године 1958, док је живела у Паризу, Варда је упознала свог будућег супруга Жака Демија, такође француског рeжисера. Заједно су се уселили 1959. Била је удата за Демија од 1962. до његове смрти 1990. Варда је имала двоје деце: ћерку Розали Варду (рођену 1958), из претходне везе са глумцем Антоаном Бурсејером (који је глумио у Клео од 5 до 7) и сина, Матје Деми (рођен 1972), са Демијем. Деми је легално усвојио Розали Варду. Варда је са ћерком радила на документарном филму Лица, места номинованог за Оскара.
Године 1971. Варда је била једна од 343 жене које су потписале Манифест 343 признајући да су имале абортус иако је у то време био незаконит у Француској и тражећи да се абортус учини легалним.
Варда је био рођака сликара Жана Варде. Године 1967, док је живела у Калифорнији, Варда је први пут упознала очевог рођака. Он је тема њеног кратког документарног филма Ујка Јанко. Жан Варда је себе звао „Јанко“, а Варда га је од миља звала „ујка“ због разлике у годинама.
Варда је умрла од рака 29. марта 2019. у Паризу, у 90. години. Сахрањена је на гробљу Монпарнас 2. априла. Међу онима који су присуствовали њеној сахрани били су Кетрин Денев, Жули Гаје, Жан-Пјер Лод, Џејн Беркин и Сандрин Боноар. Ожалошћени су оставили цвеће и кромпир испред њене куће у улици Дагер.
Њена смрт изазвала је страствену реакцију филмске заједнице, а Мартин Скорсезе је објавио изјаву у којој је писало: „Озбиљно сумњам да је Ањес Варда икада следила нечије стопе, у било ком делу свог живота или своје уметности. Свака од њених изузетних ручно рађених слика, тако лепо избалансирана између документарног и фикције, је као нико други—свака слика, сваки рез… Какав је обим посла оставила за собом: филмови велики и мали, разиграни и тешки, великодушни и усамљени, лирски и непоколебљиви… и живи."

## Стил и утицаји
Многи Вардини филмови користе протагонисте који су маргинализовани или одбачени чланови друштва и документарне су природе. Снимила је кратки филм о Црним пантерима након што је видела да је њихов вођа Хјуи Њутн ухапшен због убиства полицајца. Фокус филма је био на демонстрацијама подршке Њутну и кампањи „Ослободите Хјуија“.
Као и многи други редитељи француског новог таласа, Варда је вероватно била под утицајем ауторске теорије, стварајући сопствени стил потписивања користећи камеру „као оловку“. Варда је описала свој метод снимања филма као „cinécriture“ („кинематографско писање“ или „писање на филму“). Уместо да раздваја основне улоге које доприносе филму (као што су сниматељ, сценариста и режисер), Варда је веровала да све улоге треба да раде заједно истовремено на стварању кохезивнијег филма, а сви елементи филма треба да допринесу његовој поруци. Тврдила је да је већину својих открића направила током монтаже, тражећи прилику да пронађе слике или дијалоге који стварају мотив.
Због њене фотографске позадине, фотографије су често значајне у њеним филмовима. Мирне слике могу служити у симболичке или наративне сврхе, а сваки њихов елемент је важан. Понекад постоји сукоб између непокретних и покретних слика у њеним филмовима, а она је често мешала непокретне слике (снимке) са покретним сликама. Варда је обраћала велику пажњу на детаље и била је веома свесна импликација сваког филмског избора који направио. Елементи филма су ретко само функционални, сваки елемент има своје импликације, како сам за себе тако и који даје поруци целог филма.
Многи од њених утицаја били су уметнички или књижевни, укључујући надреализам, Вилијама Фокнера, Франца Кафку и Натали Сарот.

### Учешће у француском новом таласу
Због њеног књижевног утицаја и због тога што њен рад претходи француском новом таласу, Вардини филмови тачније припадају покрету кинематографије Леве обале (фр. Rive Gauche), заједно са филмовима Ренеа, Криса Маркера, Маргерит Дире, Алена Роб-Грилеа, Жана Кејрола и Анрија Колпија. Категорично, лева обала покрета Новог таласа је прихватила експерименталнији стил од групе Cahiers du Cinéma, али ова разлика је иронија с обзиром да се сам Нови талас сматрао експерименталним у свом третману традиционалних методологија и тема.
Биоскоп на левој обали био је снажно везан за nouveau roman покрет у књижевности. Чланови групе су имали заједничко искуство у документарном филму, левичарској политици и повећано интересовање за експериментисање и третман филма као уметности. Варда и други филмски ствараоци са Леве обале осмислили су начин снимања филмова који спаја један од друштвено најмотивисанијих приступа филма, документарни, са једним од његових формално најексперименталнијих приступа, авангардом. Њени чланови су често сарађивали једни са другима. Према научници Делфин Бенезе, Варда се опирала „нормама репрезентације и диктату производње.“

### Као феминистички филмски стваралац
Вардин рад се често сматра феминистичким због њеног коришћења женских протагониста и њеног стварања женског кинематографског гласа. Рекла је: "Уопште нисам теоретичар феминизма. Све сам то радила - своје фотографије, свој занат, свој филм, свој живот - под својим условима, својим условима, а не да то радим као мушкарац."  Иако није била активно укључена ни у какве строге агенде феминистичког покрета, Варда се често тематски фокусирала на женска питања и никада није покушавала да промени свој занат како би га учинила конвенционалнијим или мужевнијим. Такође је била професор филма на The European Graduate School.
Бенезе је заговарала Вардину важност као „au feminin singulier“, жене сингуларности и од највеће важности у историји филма. Варда је са изразитом смелошћу пригрлила њену женственост.

## Награде и почасти
Варда је била члан жирија на Канском филмском фестивалу 2005. и члан жирија на Венецијанском филмском фестивалу 1983. године.
| Година | Награда                                      | Институција                          | Белешке                                       | Референца |
| ------ | -------------------------------------------- | ------------------------------------ | --------------------------------------------- | --------- |
| 1985   | Златни лав                                   | Филмски фестивал у Венецији          | За филм: Без крова и закона                   | [ 45 ]    |
| 2002   | Рене Клер                                    | Француска академија                  |                                               | [ 46 ]    |
| 2007   | Национални орден за заслуге                  | Држава Француска                     |                                               | [ 47 ]    |
| 2009   | Национални орден легије части                | Држава Француска                     |                                               | [ 48 ]    |
| 2009   | Најбољи документарни филм                    | Награде Сезар                        | За филм: Ањесине плаже                        | [ 49 ]    |
| 2010   | Carosse d'Or                                 | Филмски фестивал у Кану              |                                               | [ 50 ]    |
| 2010   | Почасна диплома                              | Универзитет у Лијежу                 |                                               |           |
| 2013   | Велики крст                                  | Држава Француска                     |                                               | [ 47 ]    |
| 2013   | FIAF - очување и рестаурација филмова        | Европска филмска академија           |                                               | [ 51 ]    |
| 2014   | Леопард части                                | Филмски фестивал у Локарну           | Друга жена после Кире Муратове.               | [ 53 ]    |
| 2014   | Почасна награда за животно дело              | Европска филмска академија           |                                               | [ 51 ]    |
| 2015   | Почасна Златна палма                         | Филмски фестивал у Кану              | Прва жена која је добила ову награду.         | [ 54 ]    |
| 2017   | Унапређење за великог официра почасне легије | Држава Француска                     |                                               | [ 55 ]    |
| 2017   | Листа "Незаборавних"                         | Cinema Eye                           |                                               | [ 56 ]    |
| 2017   | Почасни Оскар                                | Академија филмских уметности и наука | Прва жена режисер која је добила ову награду. | [ 57 ]    |

У 2019. години, ББЦ је анкетирао 368 филмских стручњака из 84 земље како би прогласио 100 најбољих филмова жена редитеља. Варда је била најпроглашенији редитељ, са шест различитих филмова на листи: Ањесине плаже, Једна пева, друга не, Скупљачи и скупљачица, Срећа, Без крова и закона, и други на листи, Клео од 5 до 7.

## Филмографија

### Дугометражни филмови
| Година | Оригинални назив                              | Назив на српском језику                   | Признање                       |
| ------ | --------------------------------------------- | ----------------------------------------- | ------------------------------ |
| 1955   | La Pointe Courte                              | Поант Курт                                | Редитељ, сценариста            |
| 1962   | Cléo de 5 à 7                                 | Клео од 5 до 7                            | Редитељ, сценариста            |
| 1965   | Le Bonheur                                    | Срећа                                     | Редитељ, сценариста            |
| 1966   | Les Créatures                                 | Креатуре                                  | Редитељ, сценариста            |
| 1967   | Loin du Vietnam                               | Далеко од Вијетнама                       | Ко-редитељ                     |
| 1969   | Lions Love                                    | Лавовска љубав                            | Редитељ, сценариста, продуцент |
| 1975   | Daguerréotypes                                | Дагеротипија                              | Редитељ, сценариста            |
| 1977   | L'Une chante, l'autre pas                     | Једна пева, друга не                      | Редитељ, сценариста            |
| 1981   | Mur Murs                                      | Мурал, мурали                             | Редитељ, сценариста            |
| 1981   | Documenteur                                   | Документарац                              | Редитељ, сценариста            |
| 1985   | Sans toit ni loi                              | Без крова и закона                        | Редитељ, сценариста, монтажер  |
| 1988   | Jane B. par Agnes V                           | Џејн Б. за Ањес В.                        | Редитељ, сценариста, монтажер  |
| 1987   | Le petit amour                                | Ситна љубав                               | Редитељ, сценариста            |
| 1991   | Jacquot de Nantes                             | Жако из Нанта                             | Редитељ, сценариста            |
| 1993   | Les demoiselles ont eu 25 ans                 | Младе даме пуне 25                        | Редитељ, сценариста            |
| 1994   | Les Cent et une nuits de Simon Cinéma         | Сто и једна ноћ                           | Редитељ, сценариста            |
| 1995   | L'univers de Jacques Demy                     | Свет Жака Демија                          | Редитељ, сценариста            |
| 2000   | Les Glaneurs et la glaneuse                   | Сакупљачи и сакупљачица                   | Редитељ, сценариста, монтажер  |
| 2002   | Les Glaneurs et la glaneuse... deux ans après | Скупљачи и скупљачица: Две године касније | Редитељ, монтажер              |
| 2004   | Cinévardaphoto                                | Cinévardaphoto                            | Редитељ, сценариста            |
| 2006   | Quelques veuves de Noirmoutier                | Неке удовице из Ноармутијеа               | Редитељ, сценариста            |
| 2008   | Les plages d'Agnès                            | Ањесине плаже                             | Редитељ, сценариста, монтажер  |
| 2017   | Visages Villages                              | Лица, места                               | Редитељ                        |
| 2019   | Varda par Agnès                               | Варда од Ањес                             | Редитељ                        |

### Кратки филмови
| Година | Оригинални назив                                               | Назив на српском                                  | Признање                     |
| ------ | -------------------------------------------------------------- | ------------------------------------------------- | ---------------------------- |
| 1958   | L'opéra-mouffe                                                 | Дневник трудне жене                               | Редитељ, сценариста          |
| 1958   | La cocotte d'azur                                              | -                                                 | Редитељ, сценариста          |
| 1958   | Du côté de la côte                                             | Преко обале                                       | Редитељ, сценариста          |
| 1958   | Ô saisons, ô châteaux                                          | -                                                 | Редитељ, сценариста          |
| 1961   | Les fiancés du pont MacDonald(Méfiez-vous des lunettes noires) | -                                                 | Редитељ, сценариста          |
| 1963   | Salut les cubains                                              | -                                                 | Редитељ, сценариста          |
| 1965   | Elsa la rose                                                   | -                                                 | Редитељ, сценариста          |
| 1967   | Oncle Yanco                                                    | Ујак Јанко                                        | Редитељ, сценариста, глумица |
| 1968   | Black Panthers                                                 | -                                                 | Редитељ                      |
| 1975   | Réponse de femmes: Notre corps, notre sexe                     | Женски одговор                                    | Редитељ, сценариста, глумица |
| 1976   | Plaisir d'amour en Iran                                        | -                                                 | Редитељ, сценариста          |
| 1984   | Les dites cariatides                                           | Такозване каријатиде                              | Редитељ, сценариста, глумица |
| 1984   | 7p. cuis., s. de b., ... à saisir                              | -                                                 | Редитељ, сценариста          |
| 1986   | T'as de beaux escaliers, tu sais                               | Имате лепе степенице, знате                       | Редитељ, сценариста          |
| 1982   | Ulysse                                                         | Улизе                                             | Редитељ, сценариста, глумица |
| 2002   | Hommage à Zgougou (et salut à Sabine Mamou)                    | Омаж Згугоу, мачки                                | Редитељ, сценариста, глумица |
| 2003   | Le lion volatil                                                | -                                                 | Редитељ, сценариста          |
| 2004   | Ydessa, les ours et etc.                                       | Идеса, медведи, итд.                              | Редитељ, сценариста          |
| 2004   | Viennale Walzer                                                | Бечки међународни филмски фестивал 2004 - Трејлер | Редитељ, сценариста, глумица |
| 2005   | Les dites cariatides bis                                       | -                                                 | Редитељ, сценариста          |
| 2005   | Cléo de 5 à 7: souvenirs et anecdotes                          | Клео од 5 до 7: Сећања и анегдоте                 | Редитељ                      |
| 2015   | Les 3 Boutons                                                  | Три дугмета                                       | Редитељ, сценариста          |

### Рад на телевизији
| Година | Оригинални назив                                     | Назив на енглеском језику | Признање                                     |
| ------ | ---------------------------------------------------- | ------------------------- | -------------------------------------------- |
| 1970   | Nausicaa (TV movie)                                  | -                         | Редитељ, сценариста                          |
| 1983   | Une minute pour une image (TV documentary)           | -                         | Редитељ                                      |
| 2010   | P.O.V., episode 3, season 23, The Beaches of Agnès   | -                         | Редитељ, сценариста, кинематограф, продуцент |
| 2011   | Agnès de ci de là Varda, 5 episodes (TV documentary) | -                         | Редитељ, сценариста, глумица                 |